# Nanticoke (New York)
Pour les articles homonymes, voir Nanticoke.
Nanticoke est une ville du comté de Broome, dans l' État de New York, aux États-Unis,. En 2010, elle comptait une population de 1 672 habitants, estimée au 1er juillet 2016 à 1 604 habitants. La ville est fondée en 1793 et incorporée en 1831.

## Démographie
Lors du recensement de 2010, la ville comptait une population de 1 672 habitants. Elle est estimée, en 2016, à 1 604 habitants.